# Armería (armamento)
Se considera una armería como una colección de armas que están ordenadas desde el punto de vista arqueológico o histórico. Se empieza a conocer al finalizar el siglo XV pero sus antecedentes se remontan a la sala de armas que había en los castillos señoriales donde se guardaban las armas de los antepasados como recuerdos de familia. A finales del siglo XV se fundó la Armería de Viena por Maximiliano I. Poco después, en el año 1502, la de Francia en el castillo de Amboise por Luis XII. Más adelante, a mediados del siglo XVI, la que Augusto I de Sajonia estableció en Dresde y en seguida, la que en Madrid fundó en el año 1565 con carácter nacional Felipe II en el Palacio Real que es la primera en su género por el número y valor histórico y artístico de sus piezas, sobre todo las de Carlos V y Felipe II, decoradas con todos los atributos del Renacimiento. A ella precedió la armería particular del mencionado Carlos V. 
Las mejores y más celebradas armerías que existen, además de la ya mencionada de Madrid y del Museo de Artillería en la misma localidad, son las de Londres, Turín y Dresde con los Museos de Artillería de París y Viena y otros en las principales capitales de Europa.
- Datos: Q81669
- Multimedia: Arsenals / Q81669